# Roberta Flack
Pour les articles homonymes, voir Flack.
 (février 2025).
Si vous disposez d'ouvrages ou d'articles de référence ou si vous connaissez des sites web de qualité traitant du thème abordé ici, merci de compléter l'article en donnant les références utiles à sa vérifiabilité et en les liant à la section « Notes et références ».
Roberta Flack, née le 10 février 1937 à Black Mountain (Caroline du Nord) et morte le 24 février 2025 à New York (État de New York), est une chanteuse américaine de soul, jazz et folk. 
Elle est connue pour ses succès The First Time Ever I Saw Your Face, Killing Me Softly with His Song, Feel Like Makin' Love ; et Where Is the Love et The Closer I Get to You, deux de ses nombreux duos avec Donny Hathaway.
Elle est une des rares artistes solistes à avoir remporté le Grammy Award du disque de l'année deux années consécutives :  en 1973 pour The First Time Ever I Saw Your Face et en 1974 pour Killing Me Softly with His Song.  Il faudra attendre Billie Eilish pour rééditer l'exploit en 2020 et 2021.

## Biographie

### Une enfant surdouée
Influencée dès l'enfance par la musique religieuse noire, omniprésente dans sa ville natale, Roberta Flack commence à jouer du piano sur un vieil instrument réparé par son père à 9 ans. Adolescente surdouée, elle prend des leçons de piano et de chant classiques, tandis que ses résultats scolaires exceptionnels l'amènent à sauter plusieurs classes, tant et si bien qu'elle doit finalement redoubler une année pour ne pas nuire à son développement psychique. Elle chante occasionnellement à l’église baptiste de Macédoine à Arlington. Elle débute à l'âge de 15 ans un cursus musical à l’université Howard, ce qui fait d'elle la plus jeune élève de cette université à l'époque. Tout en dirigeant son propre groupe et en jouant de l'orgue à l'église, Roberta intègre ensuite une grande école de musique à Chevy Chase, dans le Maryland, dont elle est la toute première élève noire. Elle en obtient le diplôme à 19 ans seulement, et s'apprête à poursuivre ses études lorsque le décès de son père la force à quitter les bancs de l'école pour assurer sa propre subsistance.

### Débuts difficiles
Roberta Flack devient alors professeur d'anglais et de musique dans une école de Farmville en Caroline du Nord, un métier qui la frustre d'autant plus que son État natal est pour le moins réactionnaire et ségrégationniste. Elle part ensuite pour Washington, où elle passe quatre années à enseigner dans des écoles pour enfants pauvres.
C'est durant cette période que la carrière de musicienne professionnelle de Roberta Flack prend forme. Elle accompagne des chanteurs d'opéra au Tivoli Club de Washington, chantant du blues pendant les intermèdes. Elle est alors remarquée par le patron du 1520 Club, où elle commence à travailler deux soirs par semaine. Sa voix exceptionnelle et son approche moderniste des grands classiques lui attirent une audience exceptionnelle, parmi laquelle on retrouve souvent des grands noms comme Burt Bacharach, Woody Allen ou Bill Cosby, qu'elle invite régulièrement à partager la scène avec elle. À l'été 1968, Roberta passe donc très logiquement une audition pour le célèbre label de musique soul Atlantic Records (qui compte parmi ses artistes quantité de stars de la stature de Ray Charles)

### Découverte et succès
Musicienne passionnée et quasi professionnelle depuis déjà de nombreuses années, Roberta Flack a, quand elle passe cette audition, un répertoire personnel de quelque six cents chansons. En trois heures, elle en interprète quarante-deux pour le producteur d'Atlantic Joel Dorn, qui est subjugué. Le premier album de Roberta, First take, sort donc au mois de novembre suivant. Il est suivi un an plus tard par Chapter Two, qui contient notamment des compositions de Bob Dylan (Just Like A Woman) et Buffy Sainte-Marie.
Ces albums, pourtant salués par la critique, n'ont guère de succès jusqu'à ce qu'un événement inattendu  propulse Roberta Flack sur le devant de la scène : en 1971, Clint Eastwood, alors réalisateur débutant, choisit une chanson du premier album de Roberta, The First Time Ever I Saw Your Face, pour la bande originale de son thriller Un frisson dans la nuit . Le succès est immédiat, et le single ressorti pour l'occasion atteint la première place des charts américains, suivi par le quatrième album de la chanteuse, Roberta Flack and Donny Hathaway.
Dès lors, Roberta Flack accumule les succès, disques d'or et récompenses. Sa chanson The First Time Ever I Saw Your Face en 1973, et son album de 1974, Killing Me Softly, qui contient la chanson du même nom, lui valent  les Grammy Awards du meilleur album, de la meilleure chanson et de la meilleure chanteuse de l'année. Le single Killing Me Softly with His Song reste au sommet des charts des mois[précision nécessaire][réf. nécessaire] durant, tous genres musicaux confondus.

### Années 1980
En 1982, Roberta Flack présente l’album I'm the One, qui contient la chanson Making Love, coécrite par Burt Bacharach et chanson thème du film du même nom réalisé par Arthur Hiller, qui deviendra la plus connue de l’album.  
L’année suivante, elle renoue avec le personnage fétiche de Clint Eastwood, Dirty Harry, en enregistrant la chanson This Side of Forever pour le quatrième film de la série, Sudden Impact. La même année, Roberta Flack et le chanteur Peabo Bryson lancent l'album de duos Born to Love, qui contient le succès Tonight, I Celebrate My Love ainsi que la chanson  Maybe, à nouveau coécrite par Burt Bacharach pour le film d'Arthur Hiller, Romantic Comedy.  
Dans le clip de la chanson Bad, extrait de l'album du même nom, réalisé par Martin Scorsese en 1987, elle prête sa voix à la mère de Michael Jackson.

### Depuis les années 1990

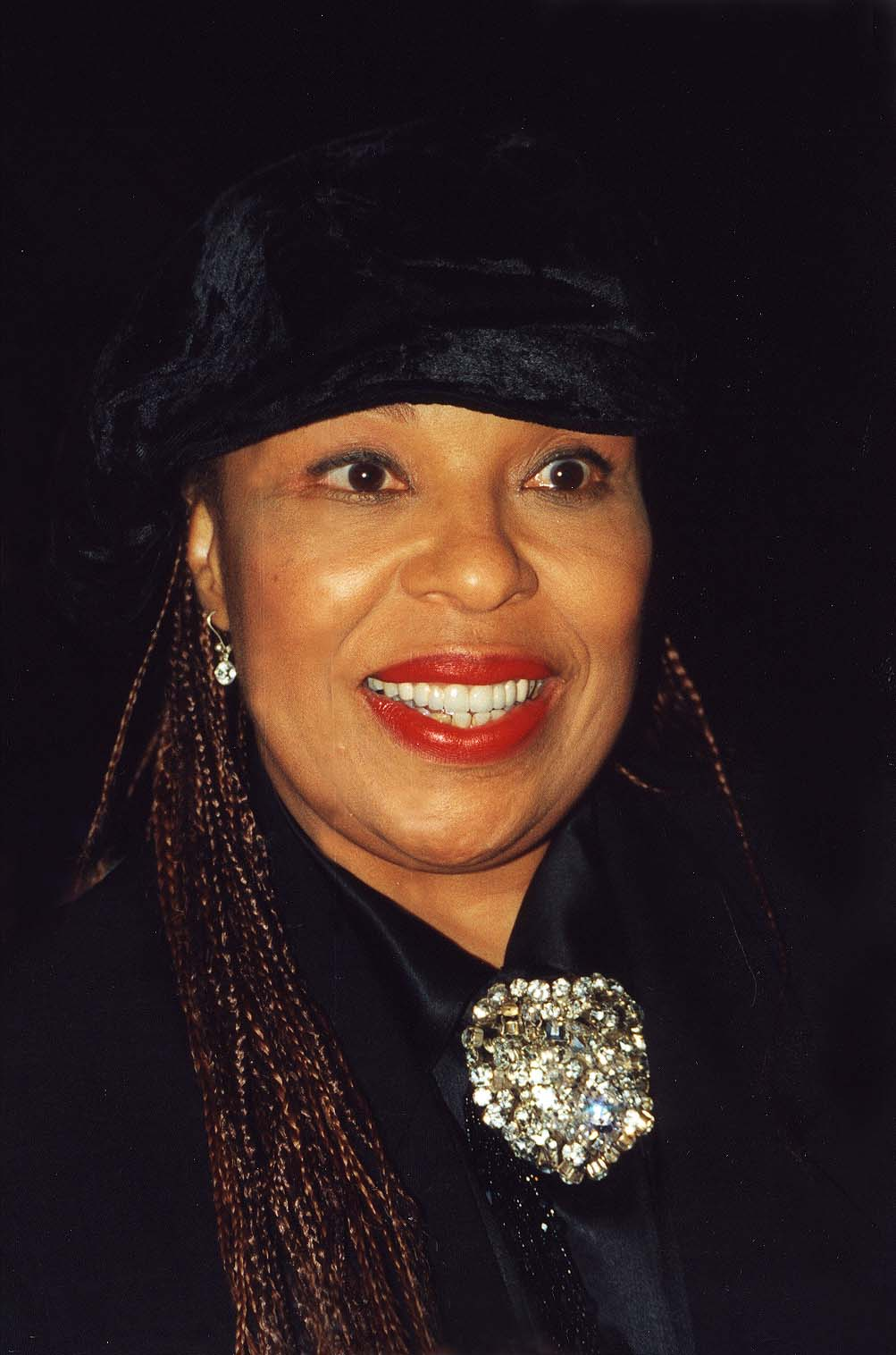
Roberta Flack en 1995.

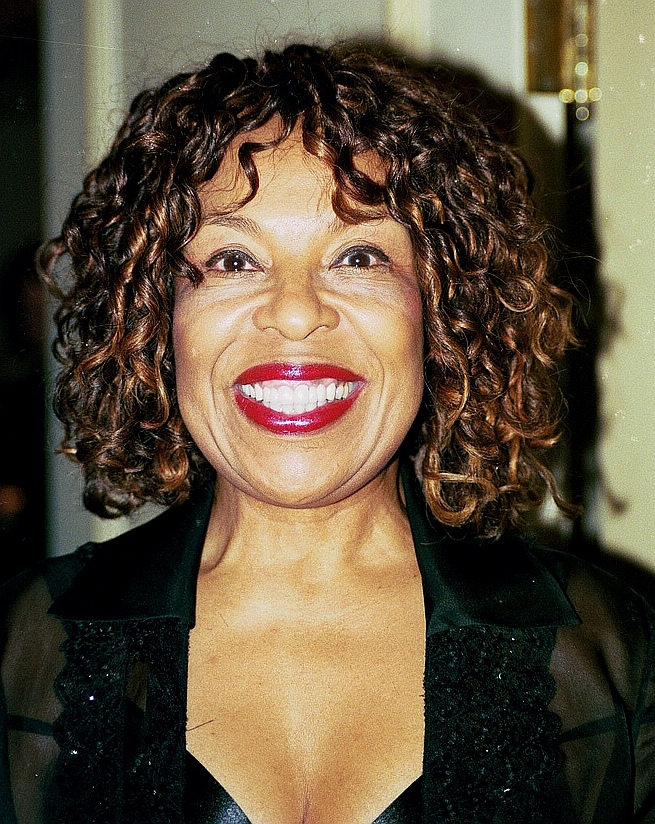
Roberta Flack en 2002.

Roberta Flack a continué à sortir des albums, souvent produit par elle-même, remportant de nombreux succès, tels Set The Night To Music en 1991, Pair Of Fives avec Dionne Warwick en 2005, At her best – live en 2008.
Symbole de la lutte des Noirs pour la reconnaissance de leurs droits, à la fois aux États-Unis et en Afrique du Sud, elle chante devant le président Nelson Mandela en 1999. 
Durant  sa carrière musicale, Roberta Flack participe au Montreux Jazz festival en 1971, 1990, 2005 et 2008.

### Maladie et mort
Le 15 novembre 2022, une information relayée par The New York Times annonce que Roberta Flack souffrirait de la maladie de Charcot et qu'elle ne pourrait plus chanter, voire ne plus parler.
Roberta Flack meurt le 24 février 2025 à l'âge de 88 ans, à New York.
Une cérémonie commémorative a lieu le 10 mars 2025 à l’Église baptiste abyssinienne .

## Influences musicales
Sa vision de la musique soul, que Roberta Flack mêle à la fois au folk et à la musique classique, a eu une grande influence sur de nombreux artistes au fil des années. 

## Récompenses
En 1999, elle obtient une étoile sur le Hollywood Walk of Fame .
En 2024, au cours de sa carrière, elle a reçu 4 Grammy Awards .

## Discographie
- 1969 - First Take
- 1970 - Chapter Two
- 1971 - Quiet Fire
- 1972 - Roberta Flack & Donny Hathaway
- 1973 - Killing Me Softly
- 1975 - Feel Like Makin' Love
- 1977 - Blue Lights In The Basement
- 1978 - Roberta Flack
- 1980 - Featuring Donny Hathaway
- 1980 - Live & More (avec Peabo Bryson)
- 1982 - I'm The One
- 1983 - Born To Love (avec Peabo Bryson)
- 1988 - Oasis
- 1991 - Set The Night To Music
- 1992 - Stop the world
- 1995 - Roberta
- 1997 - The Christmas Album
- 2001 - Holiday
- 2012 - Let It Be Roberta: Roberta Flack Sings The Beatles

### Singles
- 2021 - What's going on[12]